# Rela Gina
A Rela Gina é uma empresa brasileira na fabricação de palitos. Foi fundada no ano de 1947 no município brasileiro de Itatiba em São Paulo e é notória no país pela produção dos palitos GINA, ramo no qual é a líder do mercado com 70% do consumo nacional. Tal nome é uma homenagem à mãe dos fundadores, chamada Rosa Del Nero Rela, que era conhecida pelo apelido de Dona Gina. Aos 29 anos a modelo publicitária Zofia Burk estampou a marca do produto que é usado até hoje desde o lançamento.

## Gina Indelicada
Em 14 de agosto de 2012, o estudante de publicidade e blogueiro Ricck Lopes criou a página Gina Indelicada que conseguiu mais de 1,3 milhão de seguidores no Facebook em uma semana. A criação deu-se através de uma conversa entre amigos, em que Rick se levantou e viu uma caixinha de palitos.

## Ligaçoes externas
- «Página oficial»